# Taphozous troughtoni
Taphozous troughtoni (Tate, 1952) è un pipistrello della famiglia degli Emballonuridi endemico dell'Australia.

## Descrizione

### Dimensioni
Pipistrello di medie dimensioni, con la lunghezza della testa e del corpo tra 79 e 86 mm, la lunghezza dell'avambraccio tra 72,5 e 75,5 mm, la lunghezza delle orecchie tra 22 e 27 mm e un peso fino a 51 g.

### Aspetto
La pelliccia è corta. Le parti dorsali sono bruno-olivastre scure, mentre le parti ventrali sono bruno-grigiastre. La testa è relativamente piatta e triangolare, il muso è conico, marrone chiaro, con una depressione tra gli occhi, privo di peli. Gli occhi sono relativamente grandi. È privo di sacca golare, una sacca ghiandolare invece è presente tra l'avambraccio e il primo metacarpo. Sul labbro inferiore è presente un solco longitudinale superficiale. Gli occhi sono relativamente grandi. Le orecchie sono triangolari con la punta smussata, rivolte all'indietro, separate tra loro, con diverse pieghe sulla superficie interna del padiglione auricolare. Il trago è corto, largo e con l'estremità leggermente arrotondata, mentre l'antitrago è lungo, semi-circolare e si estende quasi fino all'angolo posteriore della bocca. Le membrane alari sono lunghe, strette e marroni chiare.  La coda è lunga e fuoriesce dall'uropatagio a circa metà della sua lunghezza. Il calcar è lungo.

## Biologia

### Comportamento
Si rifugia all'interno di grotte o miniere abbandonate.

### Alimentazione
Si nutre di insetti.

## Distribuzione e habitat
Questa specie è conosciuta soltanto nella zona del Monte Isa, nella parte nord-occidentale dello stato australiano del Queensland.
Vive in diversi tipi di Habitat.

## Conservazione
La IUCN Red List, considerato il vasto areale, la tolleranza a diversi tipi di habitat e la popolazione presumibilmente numerosa, classifica T.troughtoni come specie a rischio minimo (Least Concern)).